# Carballo (Taboada)
Carballo (llamada oficialmente San Tomé de Carballo) es una parroquia española del municipio de Taboada, en la provincia de Lugo, Galicia.

## Geografía
Se encuentra en el centro geográfico del municipio, en una planicie dominada por pastos y bosques autóctonos y de pino y eucalipto en menor medida. Está atravesada por el río Toldao. Alberga la capital municipal.

## Historia
Debe su nombre al centenario Carballo de Ramos, situado en la finca del mismo nombre, en el extremo sur de la villa de Taboada, catalogado cómo árbol singular por la Junta de Galicia.
En el lugar de Relás fue construido un pazo perteneciente a una rama de la familia de los Taboada, actualmente de titularidad personal y en buen estado de conservación.
No se constituyó como parroquia hasta 1898 debido al desarrollo de la villa de Taboada, capital municipal desde la constitución del municipio en el 1840. Hasta entonces el territorio que va desde el norte hasta el curso del arroyo de la Anguieira pertenecía a San Pedro de Bembibre.
La parroquia consiguió un notable desarrollo en las primeras décadas del siglo XX, debido, entre otros, a su favorable situación geográfica y a albergar los juzgados del partido judicial de Chantada. En estos años se construyó la casa de Manuel Rigueira, de estilo modernista (1919), y la iglesia parroquial (1920).

## Otras denominaciones
La parroquia también es conocida por el nombre de Santo Tomé de Carballo.

## Organización territorial
La parroquia está formada por cinco entidades de población:

### Entidades de población
Entidades de población que forman parte de la parroquia:
- Carude
- Puricela (A Puricela)
- Relás
- Taboada *

### Despoblado
Despoblado que forma parte de la parroquia:
- Medela (A Medela)

## Demografía
| Gráfica de evolución demográfica de Carballo entre 2000 y 2021 |
|                                                                |
| Datos según el nomenclátor publicado por el INE.               |